# The Gift of Love
The Gift of Love is een Amerikaanse dramafilm uit 1958 onder regie van Jean Negulesco.

## Verhaal
Julie Beck verzwijgt voor haar man Bill dat ze niet lang meer te leven heeft. Hij zou dan niet meer kunnen genieten van hun laatste ogenblikken samen. Ze adopteert ook het weesmeisje Hitty, zodat hij niet alleen zal zijn na haar dood.

## Rolverdeling
| Acteur        | Personage          |
| ------------- | ------------------ |
| Lauren Bacall | Julie Beck         |
| Robert Stack  | Bill Beck          |
| Evelyn Rudie  | Hitty              |
| Lorne Greene  | Grant Allan        |
| Anne Seymour  | Juffrouw McMasters |
| Edward Platt  | Dr. Jim Miller     |
| Joseph Kearns | Mijnheer Rynicker  |